# Clube Naval de Ponta Delgada
O Clube Naval de Ponta Delgada MHM localiza-se na cidade e concelho de Ponta Delgada, na ilha de São Miguel, nos Açores. É uma das associações desportivas náuticas mais antigas do arquipélago.

## História
Foi fundado no início no século XIX, embora a aprovação dos seus estatutos oficiais só tenha ocorrido mais tarde.
Com a construção do Porto de Ponta Delgada foram abertas novas oportunidades para as atividades náuticas, tendo a instituição recebido novo impulso.
Um dos episódios mais curiosos da história deste clube ocorreu em 1895 quando da viagem de Francisco Moniz Barreto Corte Real, velejador natural da ilha Terceira, que ligou esta ilha à de São Miguel numa embarcação a remos construída com papel de jornal e a que batizou como "Autonomia".
No início do século XX foi constituída uma comissão organizadora integrada por pessoas ligadas ao mar, entre as quais se destacaram Alfredo da Câmara, que viria a ser, ao longo de vários anos, a personalidade que mais contribuiu para a formação e sobrevivência deste clube naval.
Um dos grandes impulsos ao clube teve lugar em 5 de julho de 1901, quando se registou a visita régia de Carlos I de Portugal e de D. Maria Amélia Luísa Helena de Orleães. Na ocasião foi organizado um cortejo marítimo em honra dos monarcas, para o que foi necessário proceder à construção de várias embarcações que vieram aumentar grandemente o número de barcos pertencentes ao clube.
A direção do clube, que já organizara os festejos da visita real, só viu os estatutos do clube aprovados pelo Governo Civil de Ponta Delgada, por alvará de 3 de junho de 1902. Com estes aprovados, deu início às atividades ligadas aos desportos náuticos, nomeadamente a implementação de diversas provas desportivas, incluindo a natação, o remo e o mergulho.
Tendo em atenção uma vertente social e com o objectivo de apoiar os pescadores, o clube por várias vezes organizou eventos como forma de angariar fundos destinados a quem mais deles necessitasse, como foi o caso, por mais de uma vez, do apoio dado ao Asilo de Infância Desvalida.
Em maio de 1939 o clube passou a dispor de bandeira própria e de galhardetes, e constituiu novos estatuto que alargaram a sua atividade social a eventos de caráter desportivo, recreativo e social, agrupando 4 secções de serviços: natação, remo, vela e motor, a que anos mais tarde foi acrescentado o mergulho amador e o de escafandro.
Em agosto do mesmo ano foram inauguradas novas instalações, desta feita na Avenida Kopte, instalações estas que se manterão em uso até à inauguração do edifício sede.
Foi nesta sede, mais ampla, que o clube deu inicio à preparação de atletas que pela primeira vez participaram em eventos de competição a nível do arquipélago, a nível nacional e a nível internacional.
O clube passou a dar também o seu apoio às regatas internacionais que demandavam o Porto de Ponta Delgada, como foi o caso da "Psice Race Foundation".
Em 1941, quando da visita do General António Óscar de Fragoso Carmona, então chefe do Estado Português, o clube prestou-lhe homenagem, para o que organizou uma escolta marítima aos barcos que o acompanhavam num cortejo com o "Yoles", o "Vega" e o "Altair".
Em 1952 registou-se a filiação do clube *a Federação Portuguesa de Vela, o que lhe possibilitou a colocação, em igualdade de circunstâncias, com as demais agremiações do país.
Em 1956 foi dado um novo sentido ao estatuto social, tendo a atividade social ficado marcada por convívios e serões de confraternização. Os velejadores participaram, no ano seguinte, na organização de um festival desportivo em honra do Presidente da República, General Francisco Craveiro Lopes realizado na piscina do Hotel Terra Nostra, das Furnas.
Em 1966 foi lançada a classe Vaurien, que viria a ser uma das que mais troféus trariam ao Clube e, em 1968, o clube deu início a aulas de judo.
Foi introduzida a classe "Optimist", que organiza festivais de regatas anuais.
Na década de 1980 o clube expandiu largamente as atividades subaquáticas, principalmente as ligadas ao mergulho e à escafandria, algumas das quais ligadas ao campo da investigação científica. No mesmo período o clube fez a sua estreia  nas competições europeias, então com o apoio da Secretaria Regional da Educação e Cultura, através da Direcção Regional dos Desportos.
O clube fez-se representar mais de uma vez com as suas equipes na "Semana do Mar", realizada na cidade Horta, na ilha do Faial.
Em 8 de dezembro de 1983 foi inaugurada a nova sede social do clube, acontecimento que se ficou a dever ao Governo Regional dos Açores sob a presidência do Dr. João Bosco da Mota Amaral.
A 3 de Setembro de 2001 foi feito Membro-Honorário da Ordem do Mérito.